# Margarita Ponomarjova
Margarita Anatoljevna Hromova-Ponomarjova (rusko Маргарита Анатольевна Хромова-Пономарёва), ruska atletinja, * 19. junij 1963, Balhaš, Sovjetska zveza, † 16. september 2021
Nastopila je na poletnih olimpijskih igrah leta 1992, ko je dosegla šesto mesto v teku na 400 m z ovirami. Na svetovnih prvenstvih je leta 1983 osvojila srebrno medaljo v štafeti 4x400 m in bronasto v teku na 400 m z ovirami, na svetovnih dvoranskih prvenstvih pa srebrno medaljo v štafeti 4x400 m leta 1991. 22. junija 1984 je postavila svetovni rekord v teku na 400 m z ovirami s časom 53,58, veljal je dobro leto.